# Nabil Mesloub
Nabil Mesloub est un ancien footballeur international marocain né le 1er mai 1979 à Casablanca. Il jouait au poste de milieu de terrain.
Nabil Mesloub possède une sélection en équipe du Maroc.

## Carrière en club
- 1998-2007 :  Raja Club Athletic
  - 1999-2000 :  FAR de Rabat (prêt)
- 2007-2008 :  Difaâ d'El Jadida
- 2008-2011 :  Raja Club Athletic

## Sélections en équipe nationale
| Caps | Date       | Match              | Lieu      | Score | Compétition |
| ---- | ---------- | ------------------ | --------- | ----- | ----------- |
| 1    | 27/03/2002 | Costa Rica - Maroc | San José  | 0 - 1 | Amical      |
| 2    | 18/02/2004 | Maroc - Suisse     | Rabat     | 2 - 1 | Amical      |
| 3    | 23/05/2006 | USA – Maroc        | Nashville | 0 - 1 | Amical      |
| 4    | 28/05/2006 | Mali - Maroc       | Colombes  | 1 - 0 | Amical      |
| 5    | 04/06/2006 | Colombie - Maroc   | Barcelone | 2 - 0 | Amical      |

## Palmarès
Raja Club Athletic : 
- Championnat du Maroc de football
  - Champion en 1999, 2001, 2004, 2009, 2011.
- Coupe du Trône de football
  - 2002, 2005.
- Ligue des champions de la CAF
  - Vainqueur en 1999.
  - Finaliste en 2002.
- Ligue des champions arabes
  - Vainqueur en 2006.
- Coupe de la CAF
  - Vainqueur en 2003.
- Tournoi de Abha
  - 2004
- Arab Summer Cup
  - 2007
- Tournoi Antifi
  - 2009